# Sylvia Ashton
Pour les articles homonymes, voir Ashton.
Ne doit pas être confondue avec Sylvia Ashton-Warner (1908-1984), écrivain et pédagogue néo-zélandaise
Sylvia Ashton, née le 26 janvier 1880 à Denver (Colorado) et morte le 17 novembre 1940 à Los Angeles (Californie), est une actrice américaine du cinéma muet.

## Biographie
Sylvia Ashton commence sa carrière au cinéma dans des courts métrages de Mack Sennett, tourne quelques films avec Clarence G. Badger avant d'être remarquée par Cecil B. DeMille qui la fera jouer dans plusieurs films à la fin des années 1910, et au début de la décennie suivante. Elle incarne souvent des rôles de mères, tantes ou grand-mères. De 1912 à 1929, elle apparaît dans pas moins de 134 films.

## Filmographie partielle
- 1912 : A Close Call de Mack Sennett
- 1913 : Kissing Kate de Dell Henderson
- 1913 : An Old Maid's Deception de Dell Henderson
- 1913 : An Up-to-Date Lochinvar de Dell Henderson
- 1918 : The Goat de Donald Crisp
- 1918 : L'Illusion du bonheur (We Can't Have Everything) de Cecil B. DeMille
- 1918 : La Proie pour l'ombre (Old Wives for New) de Cecil B. DeMille
- 1919 : Men, Women, and Money de George Melford
- 1919 : Pour le meilleur et pour le pire (For Better, for Worse) de Cecil B. DeMille - La tante de Sylvia
- 1919 : Après la pluie, le beau temps (Don't change your Husband) de Cecil B. DeMille - Mrs. Huckney
- 1919 : Un jeune homme trop rangé (A Very Good Young Man) de Donald Crisp - Mrs. Douglas
- 1920 : L'Échange (Why Change Your Wife?) de Cecil B. DeMille - Tante Kate
- 1920 : L'Enfant de la tempête (Jenny Be Good) de William Desmond Taylor - Sophia Shuttles
- 1920 : The Soul of Youth de William Desmond Taylor - Mrs Hodge
- 1922 : Le Réquisitoire (Manslaughter) de Cecil B. DeMille - Une gardienne de prison
- 1922 : Borderland de Paul Powell
- 1922 : Le Détour (Saturday Night) de Cecil B. DeMille - Mrs. O'Day, mère de Shamrock
- 1923 : Desire de Rowland V. Lee : Mrs. Patrick Ryan
- 1924 : Les Rapaces (Greed) de Erich von Stroheim - Mommer Sieppe
- 1927 : Les Voleurs volés (Cheating Cheaters) de Edward Laemmle
- 1928 : Forains (The Barker) de George Fitzmaurice - Ma Benson
- 1928 : The Crash de Edward F. Cline
- 1928 : Ladies' Night in a Turkish Bath  de Edward F. Cline
- 1928 : Bachelor's Paradise de George Archainbaud
- 1928 : The Head Man de Edward F. Cline
- 1928 : The Leopard Lady de Rupert Julian
- 1932 : Queen Kelly de Erich von Stroheim - La tante de Kelly